# Helicoconis pseudolutea
Helicoconis pseudolutea är en insektsart som beskrevs av Ohm 1965. Helicoconis pseudolutea ingår i släktet Helicoconis och familjen vaxsländor. Inga underarter finns listade i Catalogue of Life.